# The Final Sign of Evil
The Final Sign of Evil det tyska thrash metal-bandet Sodoms tolfte studioalbum, utgivet i september 2007 på Steamhammer och i Japan på Nexus i december samma år.
Albumet är en nyinspelning av bandets EP In the Sign of Evil från 1985, plus sju nya spår som egentligen var tänkta att ges ut samtidigt, men lades på is på grund av det dåvarande skivbolagets oförmåga att betala för ytterligare studiotid.
The Final Sign of Evil spelades in med de musiker som var medlemmar i bandet då EP:n gavs ut, utöver Tom Angelripper gitarristen Josef "Grave Violator" Dominik och trummisen Chris Witchhunter. Den senare avled ett knappt år efter att skivan släpptes.

## Låtlista
1. "The Sin of Sodom" – 5:40
2. "Blasphemer" – 3:20
3. "Bloody Corpse" – 3:55
4. "Witching Metal" – 3:37
5. "Sons of Hell" – 4:22
6. "Burst Command 'til War" – 2:29
7. "Where Angels Die" – 4:47
8. "Sepulchral Voice" – 4:35
9. "Hatred of the Gods" – 3:14
10. "Ashes to Ashes" – 4:22
11. "Outbreak of Evil" – 3:22
12. "Defloration" – 3:52

## Medverkande
Musiker
- Tom Angelripper – sång, basgitarr

Bidragande musiker
- Josef "Grave Violator" Dominik – gitarr
- Christian "Witchhunter" Dudek – trummor
- Thorsten Hain – gitarr
- Frank Hübner – gitarr

Produktion
- Thorsten Hain – producent, inspelningstekniker, grafisk design, layout
- Tom Angelripper – producent, grafisk design, layout, liner notes
- Peter Neuber – mastering
- Andreas Marschall – albumkonst
- Robert Schmidt – foto